# Kirk Broadfoot
Kirk Broadfoot (Irvine, Escocia, Reino Unido, 8 de agosto de 1984) es un futbolista escocés. Juega de defensa y su equipo es el Grennock Morton F. C. del Campeonato de Escocia. 

## Selección nacional
Fue convocado a la selección de Escocia por primera vez en septiembre de 2008, en reemplazo del lesionado David Weir. Debutó el 10 de ese mes, marcando el primer gol del partido en el triunfo 2:1 de Escocia sobre Islandia, en partido válido para la clasificación para la Copa Mundial de 2010. Ha jugado 4 partidos internacionales, dos oficiales y dos amistosos, anotando un gol.

## Clubes
| Club                               | País       | Año       |
| ---------------------------------- | ---------- | --------- |
| St. Mirren F. C.                   | Escocia    | 2002-2007 |
| Rangers F. C.                      | Escocia    | 2007-2012 |
| Blackpool F. C.                    | Inglaterra | 2012-2014 |
| Rotherham United F. C.             | Inglaterra | 2014-2017 |
| Kilmarnock F. C.                   | Escocia    | 2017-2019 |
| St. Mirren F. C.                   | Escocia    | 2019-2020 |
| Kilmarnock F. C.                   | Escocia    | 2020-2021 |
| Inverness Caledonian Thistle F. C. | Escocia    | 2021-2022 |
| Broomhill F. C.                    | Escocia    | 2022-2023 |
| Grennock Morton F. C.              | Escocia    | 2023-     |

## Palmarés

### Títulos nacionales
| Título           | Club             | País    | Año     |
| ---------------- | ---------------- | ------- | ------- |
| Primera División | St. Mirren F. C. | Escocia | 2005-06 |
| Copa Challenge   | St. Mirren F. C. | Escocia | 2005-06 |
| Copa de la Liga  | Rangers F. C.    | Escocia | 2007-08 |
| Liga Premier     | Rangers F. C.    | Escocia | 2008-09 |
| Liga Premier     | Rangers F. C.    | Escocia | 2009-10 |
| Liga Premier     | Rangers F. C.    | Escocia | 2010-11 |